# Karim Nedjari
Karim Nedjari, né le 12 mars 1968, est journaliste sportif et dirigeant français.

## Biographie

### Parcours journalistique
Il rejoint la rédaction du Parisien en 1991 en tant que journaliste sportif et reporter. Il en devient directeur des sports et rédacteur en chef adjoint en 2007, avant d'être chargé du lancement du quotidien sportif Aujourd'hui Sport, du 3 novembre 2008 au 30 juin 2009.
Début 2010, il quitte Le Parisien et le Groupe Amaury pour Canal+, où Cyril Linette le nomme directeur des rédactions football, rugby et omnisports de la chaîne cryptée. En désaccord avec la nouvelle ligne éditoriale fixée par Vincent Bolloré, il démissionne en septembre 2015.

### Parcours de dirigeant
Le 5 février 2021, Karim Nedjari est nommé directeur général de RMC et RMC Sport avec pour mission de relancer la radio RMC et de développer davantage la convergence radio, télé et numérique, notamment du côté de RMC Sport.

## Chroniqueur
Karim Nedjari participe activement à des émissions de débat consacré au football. À la télévision ou à la radio comme Le Match du lundi, Bienvenue au club sur Europe 1 ou Enfin du foot sur L'Équipe TV.

## Ouvrages
- 2002 : L'histoire secrète des Bleus, éditions Flammarion
- 2007 : Dans le secret des Bleus, éditions L'Archipel
- 2008 : L'année du football 2008, éditions Calmann-Lévy
- 2009 : Tu ne marcheras jamais seul avec Éric Giacometti, éditions Michel Lafon
- 2009 : L'année du football 2009, éditions Calmann-Lévy
- 2010 : Sarkozy, côté vestiaires avec Bruno Jeudy, éditions Plon
- 2018 : La Nuit des Maudits ; L'Histoire secrète De L'Équipe de France 1998, éditions Fayard